# Râul Valea Rea, Bistra
- Pentru alte râuri omonime, vedeți pagina de dezambiguizare Valea Rea.

Râul Valea Rea este un curs de apă, afluent al râului Bistra Mărului, aflat în Munții Țarcu.

## Generalități
Râul Valea Rea nu are afluenți semnificativi și nici nu trece prin vreo localitate.

## Hărți
- Harta Munții Țarcu/Muntele Mic  Arhivat în 28 martie 2010, la Wayback Machine.
- Harta Județului Caraș-Severin